# Wassyl Suchomlynskyj

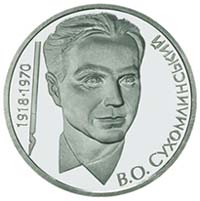
Wassyl Suchomlynskyj auf einer ukrainischen 2-₴-Gedenkmünze von 2003

Wassyl Oleksandrowytsch Suchomlynskyj (* 28. September 1918 in Omelnyk, Gouvernement Cherson, Russisches Kaiserreich; † 2. September 1970 in Pawlysch, Ukrainische SSR) war ein ukrainisch-sowjetischer Pädagoge, Journalist, Schriftsteller und Dichter.
Wassyl Suchomlynskyj verteidigte 1955 seine Dissertation zum Thema „Schuldirektor, Leiter des Bildungsprozesses“. 1957 wurde er Mitglied der Akademie der Pädagogischen Wissenschaften der RSFSR und 1968 wurde er korrespondierendes Mitglied der Akademie der Pädagogischen Wissenschaften. Suchomlynskyj schrieb insgesamt 48 Bücher, über 600 Artikel sowie 1500 Kindermärchen und Kurzgeschichten.

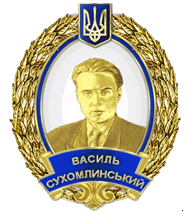
„Medaille Wassyl Suchomlynskyj“ des Bildungsministeriums der Ukraine

## Ehrungen
1958 wurde Wassyl Suchomlynskyj zum Lehrer der UdSSR ernannt und 1968 erhielt er den Titel Held der Sozialistischen Arbeit.
Die ukrainische Nationalbank gab zu seinem 85. Geburtstag 2003 eine Zwei-Hrywnja-Gedenkmünze mit seinem Konterfei heraus.
Das Bildungsministerium der Ukraine verleiht ihm zu Ehren eine Medaille für herausragende Lehrer.